# 狩野正信

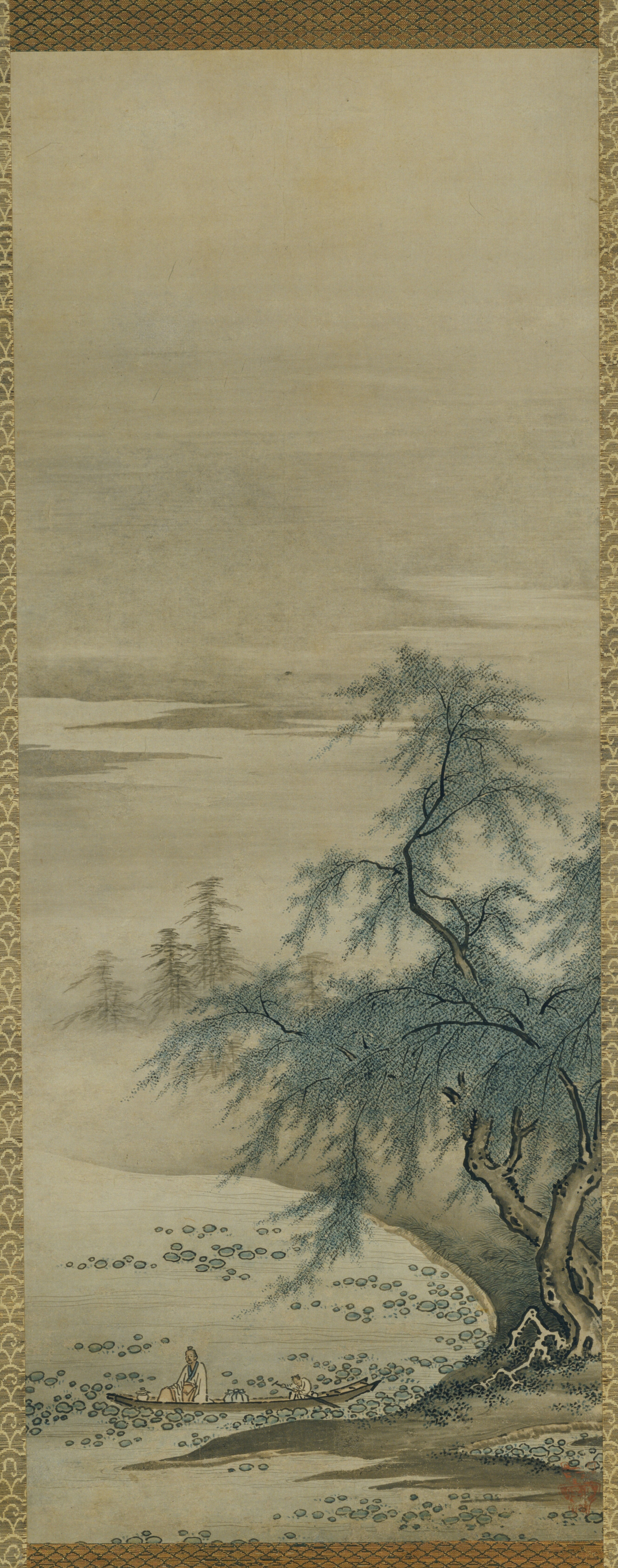
周茂叔愛蓮図 九州国立博物館蔵 国宝

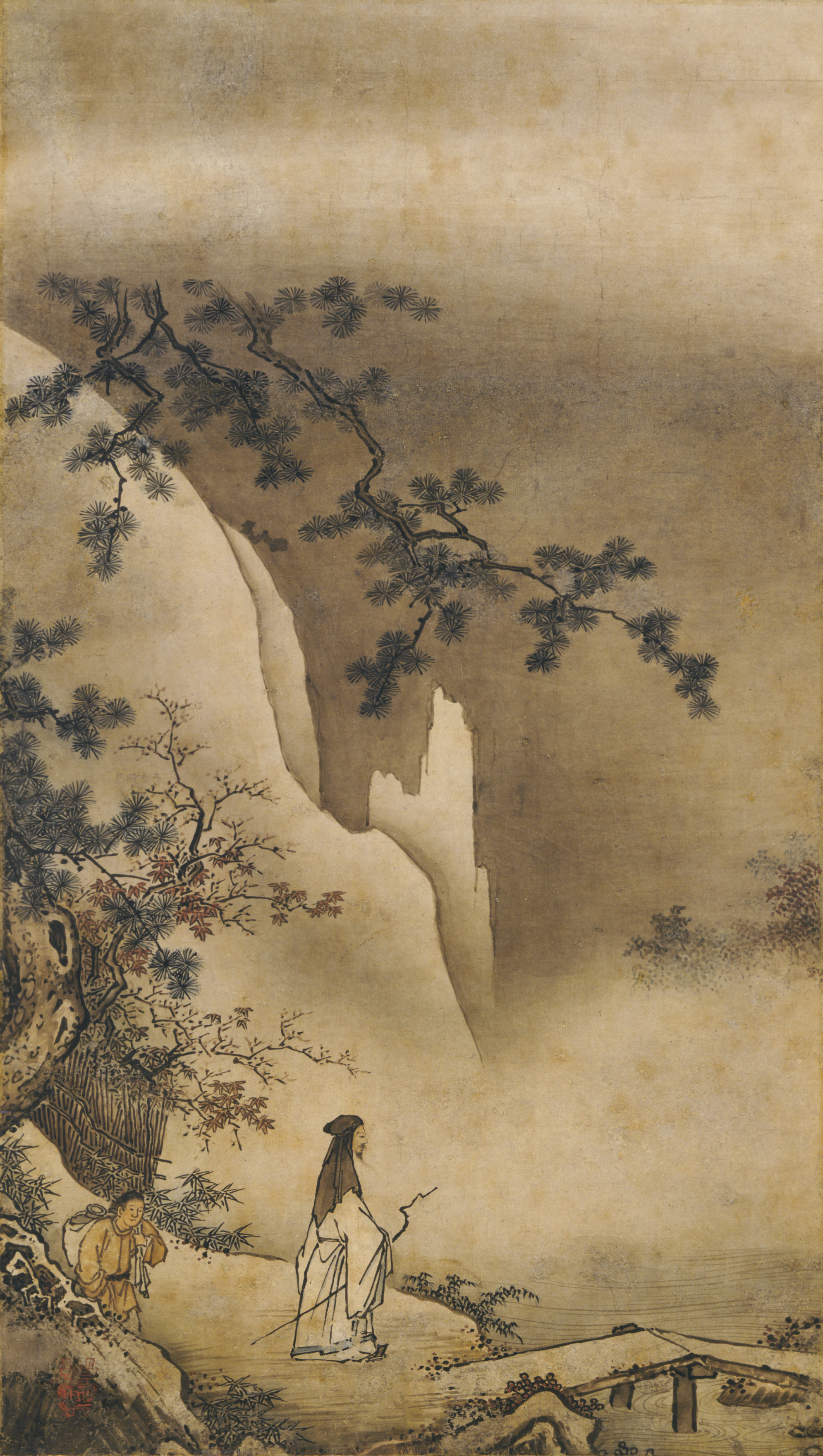
山水図（双幅のうち）九州国立博物館蔵 重要文化財

狩野 正信（かのう まさのぶ、永享6年（1434年）? - 享禄3年7月9日（1530年8月2日）?）は、室町時代の絵師で、狩野派の祖である。
狩野派は、室町時代から明治に至るまで400年にわたって命脈を保ち、常に日本の絵画界の中心にあった画派であった。この狩野派の初代とされるのが、室町幕府に御用絵師として仕えた狩野正信である。古記録から、正信は寛正4年（1463年）には京で絵師として活動していたことが明らかで、この時すでに幕府御用絵師の地位にあったと思われる。没年は享禄3年（1530年）とされ、数え年97歳で没したことになる。長男は元信、次男は雅楽助。

## 生涯

### 出自
正信の出自については、伊豆国出身である鎌倉時代に源頼朝に仕えた武士・狩野宗茂の子孫で、江戸時代作成の家譜・画伝類では駿河今川氏の家臣・狩野出羽二郎景信を正信の父としている。その中で景信は、足利義教が永享4年（1432年）富士を見物した際、その命で富士図を制作、その縁で義教に仕えたとされる。後の正信と幕府要人の繋がりを説明するのに都合がよい内容だが、信憑性の高い資料に景信の名が出ていないことから、一つの伝承や逸話の域を出る物ではない。また、（1）正信やその子・元信の縁者が下野（しもつけ、現栃木県）方面に見られること、（2）栃木県足利市の長林寺に正信の初期作品である『観瀑図』が残ること、（3）前記『観瀑図』に「長尾景長公寄進」との外題があることなどから、狩野正信は下野方面の出身で、足利長尾氏と何らかの関係があったとする説もある。近年は、江戸時代の法華宗関係史料『本化別頭仏祖統紀』に上総狩野家の叡昌の孫行蓮と正信は同一人物とあることから、上総（かずさ、現千葉県）出身説が有力である。叡昌の娘理哲尼は長尾実景に嫁いでおり、長林寺は足利長尾氏の菩提寺であることから、下野説の論拠とも矛盾はない。

### 活躍と画風
京では幕府御用絵師の宗湛（小栗宗湛）に師事したものと思われる。また、『尋尊大僧正記』には、「土佐弟子」と記されており土佐派との繋がりを想像させるが、大和絵を描いた遺品、または描いたとされる史料は皆無であることから、土佐家との何らかの関係を持ちつつも、正信が傍流的な立場であったことを示唆している。正信に関する最初の記録は、季瓊真蘂が筆録した『蔭凉軒日録』の寛正4年（1463年）7月相国寺雲頂院の昭堂に十六羅漢を描いたという記事である。以後20年間記録は途絶えるが、文明15年（1483年）には足利義政の造営した東山山荘の障壁画を担当している。明応5年（1496年）には日野富子の肖像を描いた（『実隆公記』）。
現存する作品中では、中国の故事を題材にした『周茂叔愛蓮図』（しゅうもしゅく あいれんず）が、それまでの室町水墨画と異なり全てのモチーフが平明にわかりやすく描かれており、正信自身のみならず後の狩野派の進むべき方向をも決定づけた代表作と見なされている。他に九州国立博物館蔵の『山水図』双幅、個人蔵の水墨の『山水図』、文化庁蔵の『崖下布袋図』（景徐周麟賛）などが古来著名である。大徳寺塔頭真珠庵の『竹石白鶴図』（六曲屏風1隻）も印章等はないが、古くから正信作とされている。
画風は、現存作品から見る限りでは漢画（大和絵に対して中国風の画を指す）系の水墨画法によるものが多いが、なかで『周茂叔愛蓮図』は画面上半分に余白を大きく取り、近景の柳の大木の緑が印象的な平明な画面で、他の作品とはやや異質な感がある。また、『文殊菩薩図』（群馬県立近代美術館）のような仏画の遺品や、扇面画も5点ほどあり、職業絵師として多様な画題、画風をこなしていたものと思われる。

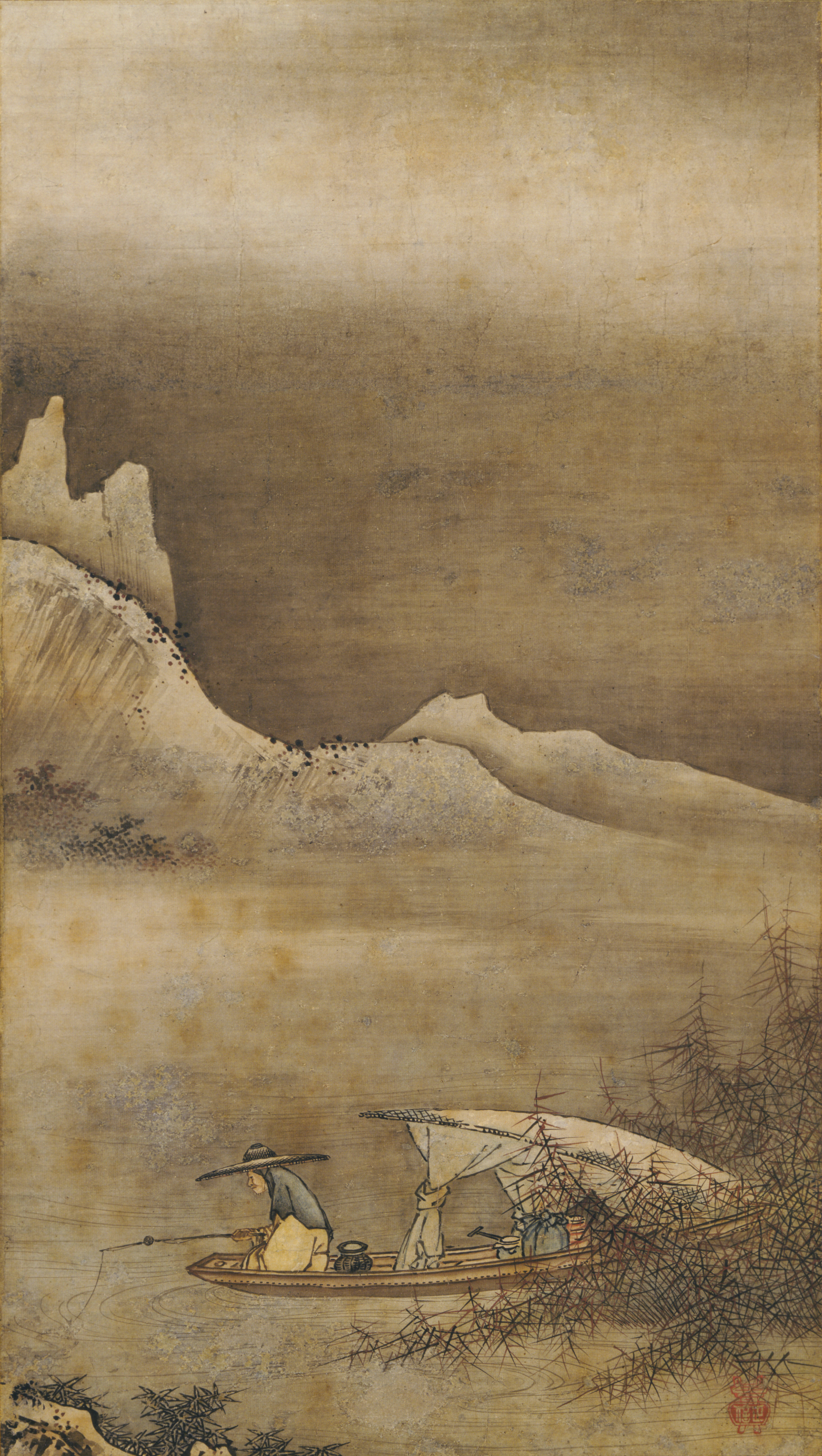
山水図（双幅のうち）九州国立博物館蔵 重要文化財
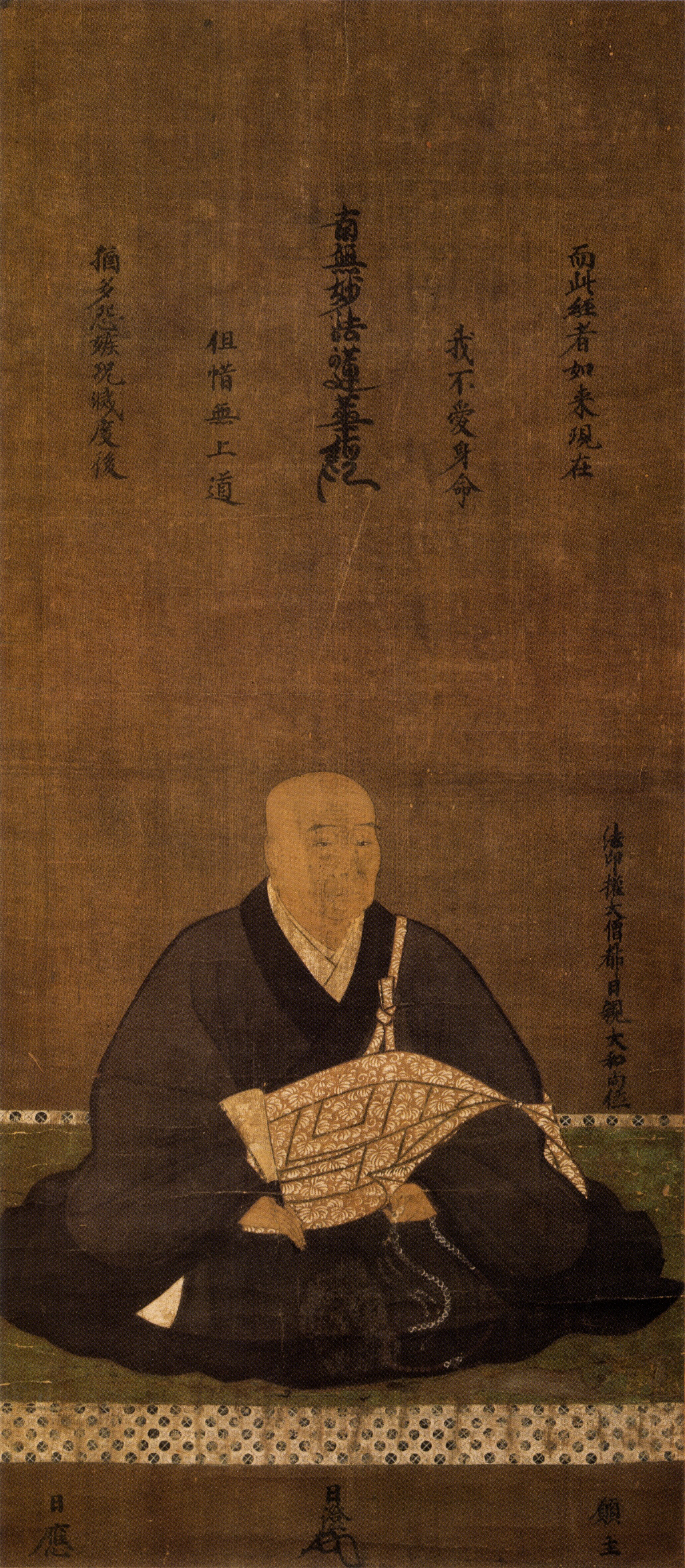
日親像 京都・本法寺蔵 重要文化財

## 代表作
| 作品名         | 技法         | 形状・員数 | 寸法（縦x横cm）   | 所有者                                   | 年代                  | 落款・印章               | 文化財指定 | 備考 |
| -------------- | ------------ | ---------- | ----------------- | ---------------------------------------- | --------------------- | ------------------------ | ---------- | --- |
| 周茂叔愛蓮図   | 紙本墨画淡彩 | 1幅        | 84.5x33.0         | 九州国立博物館                           |                       | 「正信」白文鼎印         | 国宝       | 伊達家旧蔵 |
| （崖下）布袋図 | 紙本淡彩     | 1幅        |                   | 文化庁（東京国立博物館保管）             |                       | 「正信」白文壺形印       | 重要文化財 | 景徐周麟賛 |
| 観瀑図         | 絹本墨画淡彩 | 1幅        | 119.0x37.4        | 栃木・長林寺                             | 1493年（明応2年）以前 | 「正信」白文鼎印         | 重要文化財 | 横川景三賛。表装外題に「長尾憲長公寄進 長林寺什宝」と記されており、山内上杉家家宰・長尾憲長が寄進するために正信に描かせたと推測される。 |
| 山水図         | 紙本墨画淡彩 | 双幅       | 69.0x横38.8（各） | 九州国立博物館                           |                       | 「正信」白文鼎印（各幅） | 重要文化財 | |
| 山水図         | 紙本墨画淡彩 | 1幅        | 95.8x35.5         | 個人                                     |                       | 「正信」白文鼎印         | 重要文化財 | |
| 日親像         | 絹本著色     | 1幅        |                   | 本法寺 (京都市)                          |                       |                          | 重要文化財 | |
| 竹石白鶴図屏風 | 紙本墨画     | 六曲一隻   | 155.0x353.0       | 京都・大徳寺真珠庵（京都国立博物館寄託） |                       | 無                       | 重要文化財 | 伝正信筆 |
| 釈迦三尊像     | 絹本著色     | 3幅        | 150.5x88.7（各）  | 京都・大徳寺                             |                       | 無                       | 重要文化財 | |
| 文殊菩薩像     |              |            |                   | 藤岡市・仙蔵寺                           |                       | 「正信」印               |            | 伝正信筆。大徳寺本の右幅と類似。 |
| 文殊菩薩像     |              |            |                   | 個人                                     |                       | 「正信」印               |            | 伝正信筆。 |
| 観瀑図扇面     | 紙本墨画     | 1幅        | 51.9（径）        | 京都国立博物館                           |                       | 「正信」白文壺形印       |            | |
| 芦雁図扇面     | 紙本墨画     | 1本        | 42.6（径）        | 東京国立博物館                           |                       | 「正信」白文壺形印       |            | |
| 松下人物図扇面 | 紙本墨画     | 1本        | 47.5（径）        | 東京国立博物館                           |                       | 「正信」白文壺形印       |            | 伝正信筆。印は布袋図と同印 |